# Liste des évêques de Dapaong
Pour un article plus général, voir Diocèse de Dapaong.
Cette page présente la liste des évêques du diocèse de Dapaong. 
La préfecture apostolique togolaise de Dapango est créée le 1er mars 1960, par détachement du diocèse de Sokodé. Elle est érigée en diocèse de Dapango le 6 juillet 1965, puis change de dénomination le 3 décembre 1990 pour devenir le diocèse de Dapaong (Dioecesis Dapaonganus).

## Est préfet apostolique
- 29 mars 1960 - 6 juillet 1965 : Barthélemy Hanrion (Barthélemy Pierre Joseph Marie Henri Hanrion) o.f.m., préfet apostolique de Dapango.

## Puis sont évêques
- 6 juillet 1965 - 18 septembre 1984 : Barthélemy Pierre Joseph Marie Henri Hanrion, promu évêque de Dapango.
- 18 septembre 1984 - 3 décembre 1990 : siège vacant
  - Pierre Reinhart o.f.m., administrateur diocésain.
- 3 décembre 1990 - 15 novembre 2016 : Jacques Tukumbé Nyimbusède Anyilunda
- depuis le 15 novembre 2016 : Dominique Banlène Guigbile

## Sources
- (en) « Diocese of Dapaong », sur catholic-hierarchy.org